# ドレクセル大学
ドレクセル大学（英語: Drexel University）は、米国ペンシルベニア州フィラデルフィアに本部を置くアメリカ合衆国の私立大学である。1891年に創立された。
大学のモットーは "Science, Industry, Art"（科学、産業、技能）。

## 沿革
ドレクセル大学は1891年に、フィラデルフィアの資本家であり博愛主義者であったアンソニー・J・ドレクセルにより、ドレクセル技能・科学・産業大学（Drexel Institute of Art, Science and Industry）として設立された。創立の目的は、どんな経歴を持つ女性や男性にも「実践的な技能と科学」の教育機会を提供することにあった。その後ドレクセル大学は1936年にドレクセル工科大学（Drexel Institute of Technology）に、そして1970年には総合大学の地位を獲得し、ドレクセル大学となった。
1983年に全米の大学では初めて全学生にコンピューターを持つことを義務付け、2000年にはキャンパス内ネットワークを完全にワイヤレス化するなど、ハイテク教育の最先端に位置してきた。そのため工学色の強い大学であったが、2002年にMCPハーネマン大学と一体化し医科大学院、2006年に法科大学院、そして2008年にはカリフォルニア州サクラメントに大学院キャンパスの設置に至り、近年は総合大学色を強めている。現在の学長は2010年に就任したジョン・アンダーソン・フライ。個別ランキングでは工学系分野の評価が特に高い。

## キャンパス

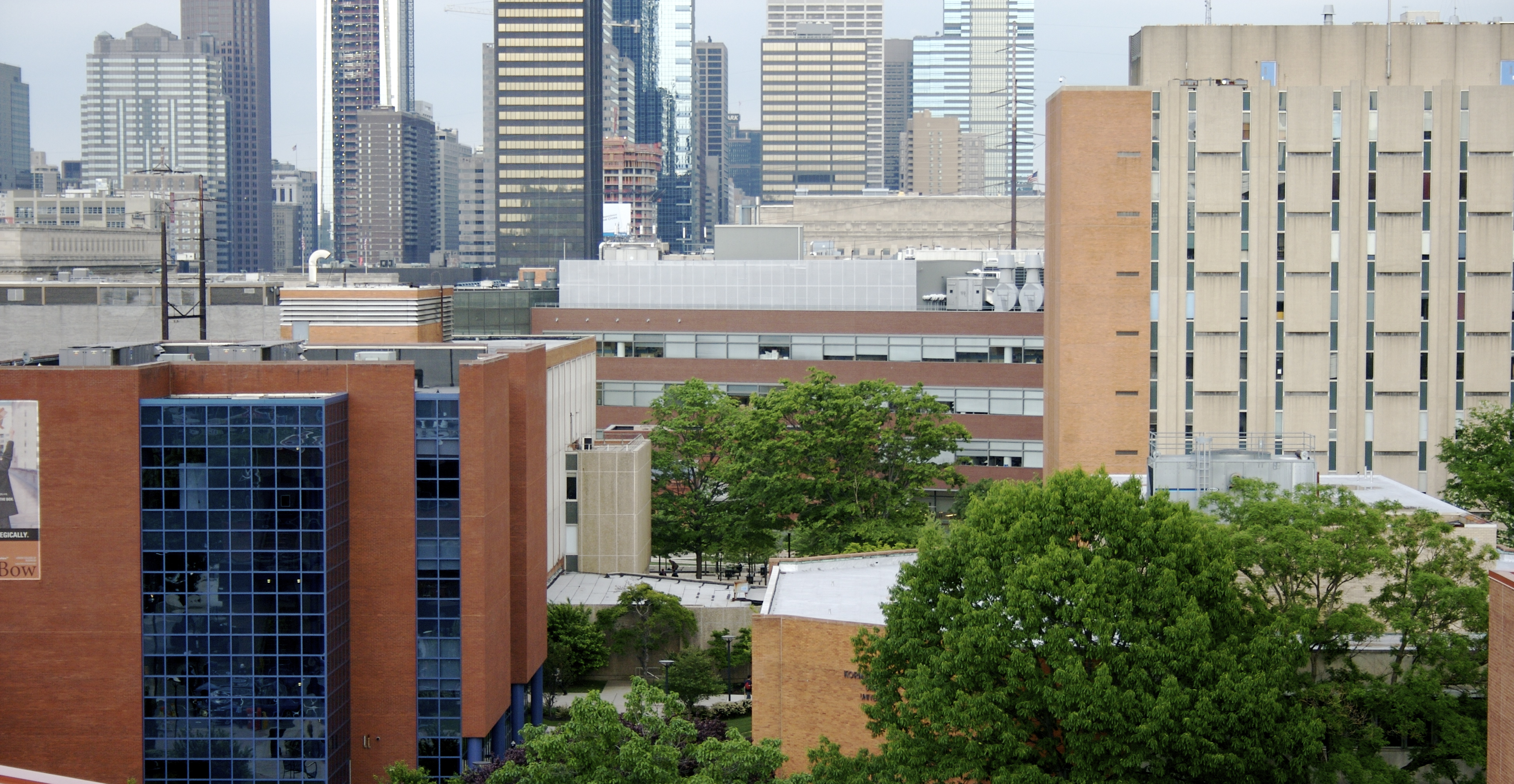
ユニバーシティ・シティ・キャンパスからセンターシティ東方面

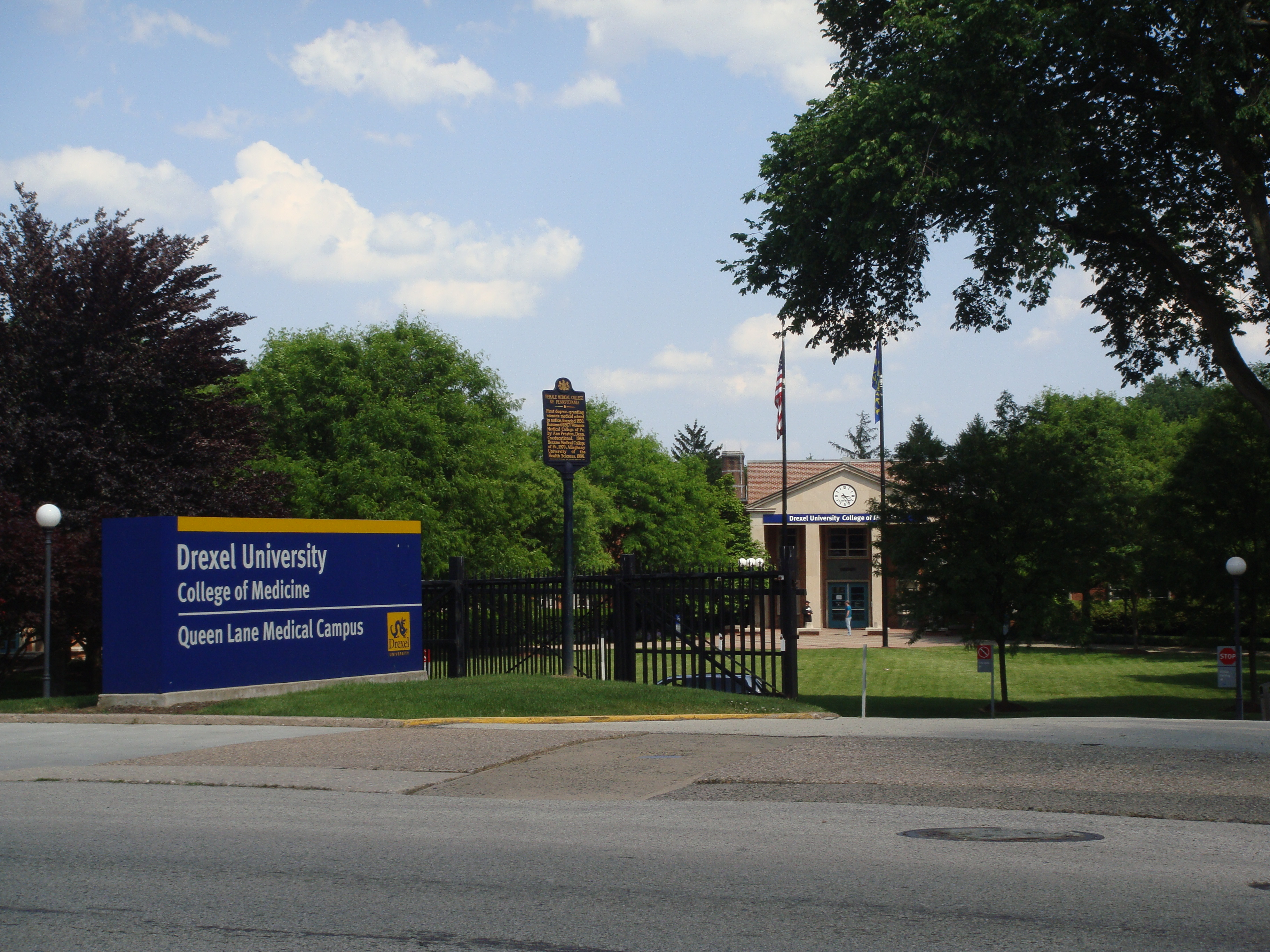
クイーン・レーン・キャンパス

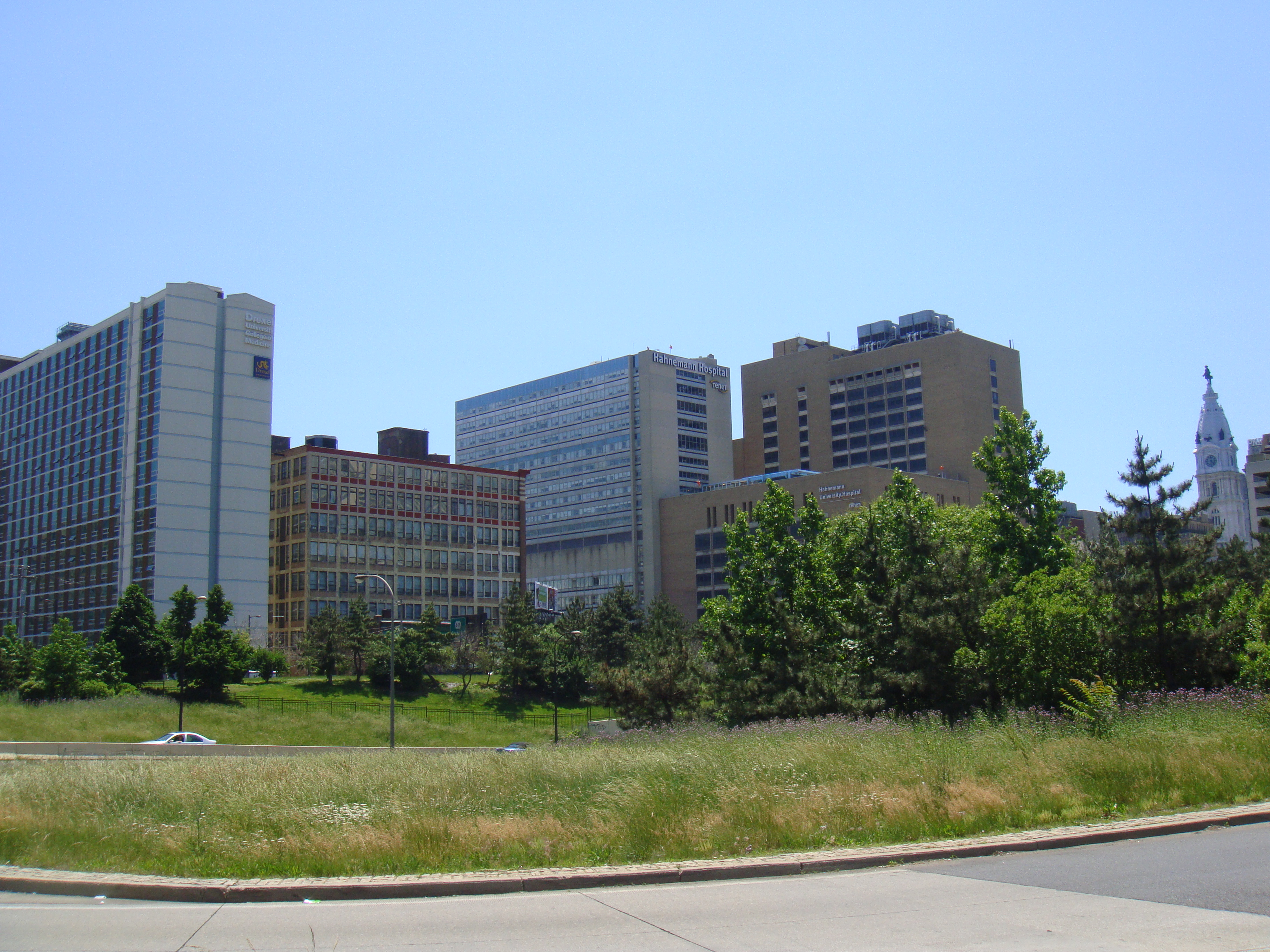
センターシティ・ハーネマン・キャンパスと付属病院。右に市庁舎屋上に立つウィリアム・ペンの銅像が見える

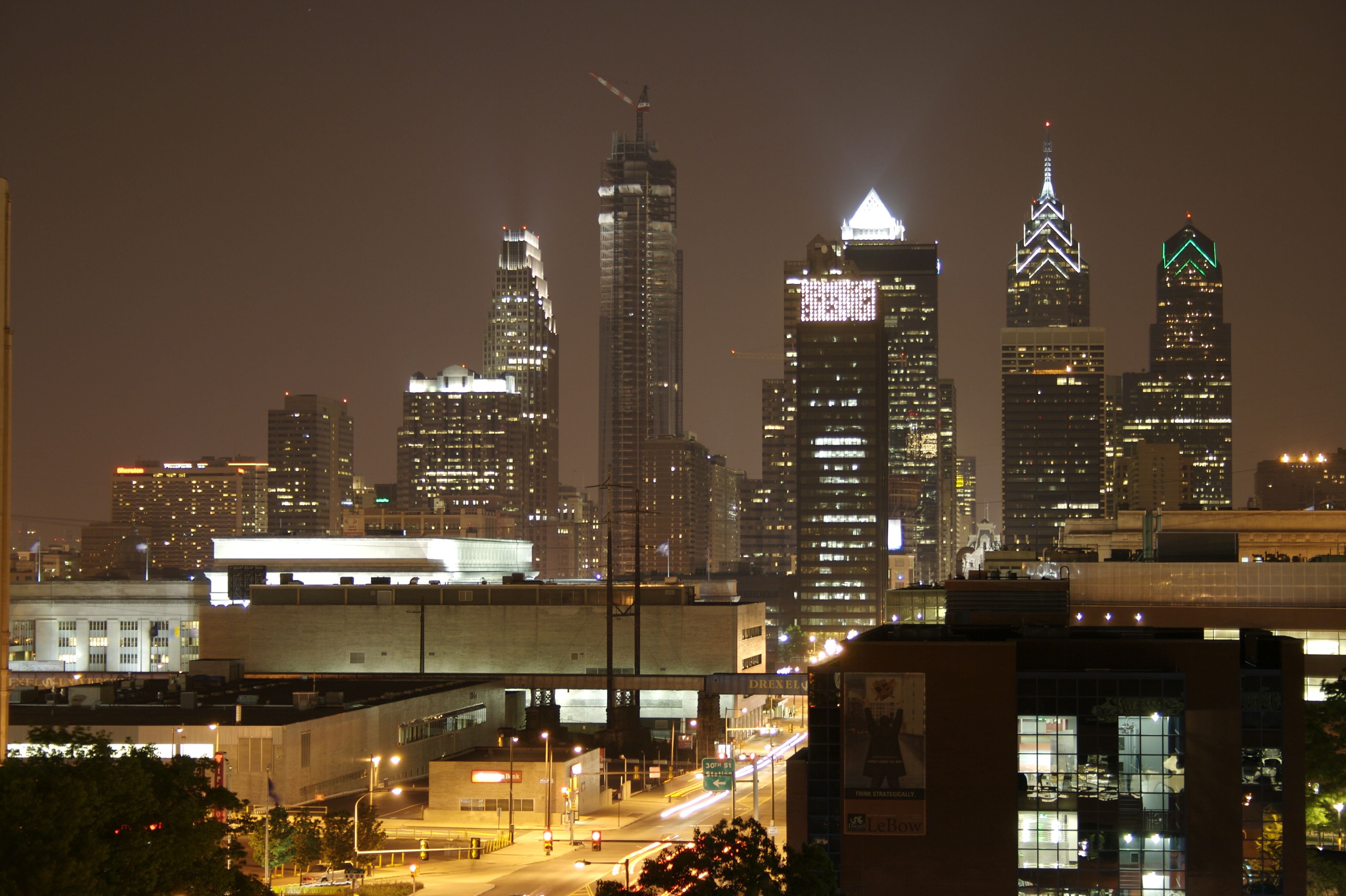
ユニバーシティ・シティ・キャンパスからの夜景

フィラデルフィア市内に３カ所、カリフォルニア州サクラメント市内に１カ所、計４カ所にキャンパスを構え、本部はセンターシティーと呼ばれる市の中心部の西部に位置するユニバーシティ・シティに設置されている。メインキャンパスのあるユニバーシティ・シティは隣接するペンシルベニア大学やユニバーシティ・シティ・サイエンス・センターとともに全米有数の学園都市を形成している。
- ユニバーシティ・シティ・キャンパス（University City Campus）
- クイーン・レーン・キャンパス（Queen Lane Campus）
- センタ−シティ・ハーネマン・キャンパス（Center City Hahnemann Campus）
- サクラメント・キャンパス（Sacramento Area Campus）

ユニバーシティ・シティ・キャンパスを東西に貫くマーケット・ストリートは「Avenue of Technology」（テクノロジー街）の愛称がある。

## 学生及び教員の人数
- 教員 - 1,404名
- 学部生 - 13,484名
- 大学院生 - 9,009名

## 教育機関
Colleges
- College of Arts and Sciences*
- Bennett S. LeBow College of Business*
- College of Engineering*
- College of Medicine+
- College of Nursing and Health Professions+
- Pennoni Honors College*
- College of Information Science and Technology*
- Antoinette Westphal College of Media Arts & Design*
- Richard C. Goodwin College of Professional Studies*

Schools
- Earle Mack School of Law*
- School of Education*
- School of Biomedical Engineering, Science and Health Systems*
- School of Public Health+

（*：4学期制のみを採用　　 +：2学期制、4学期制を両方採用）

## インターンシップ
1919年に始まった大規模なCo-opと呼ばれる有給インターンシップ・プログラム（The Ultimate Internship）を有しており、ユニバーシティ・シティ・キャンパスの学部生は通常大学2年以降から秋・冬もしくは春・夏に6ヶ月のCo-opを3回、計18ヶ月行う。このプログラムのために入学を希望する学生も少なくない。学生は大学を通して1,500以上の企業から自分に合った職を選ぶことができるほか、学生自身が自ら雇用主を探すこともできる。学生のインターンシップ先は米国41州、世界17国におよぶ。各単位シーズンごとにCo-opに参加する学生は4,000人強。
通常の大学プログラムに加えてこのインターンシップ・プログラムを行うため、多くの学部生の在学期間は5年（計18ヶ月のインターンシップ）である。Co-opの影響が大きく、大学自体のスケジュールもCo-opを中心に調整されており、他校の一般的なカリキュラムのスケジュールからは外れる。更に、Co-opに参加している学生が交互に入れ替わるため秋・冬と春・夏の学期とでは学生の顔ぶれが大きく違う、実際の学生数よりキャンパスに在籍する学生は少ない、夏学期と他学期の授業数の差が比較的小さい、などが大規模インターンシップ・プログラムを抱えるこの大学の特徴である。給与は学生の専攻、能力や経験によってかなりの差が出るが、6ヶ月の平均給与は14,163USドル（各専攻ごとの平均週給はCo-op Salary Guideを、6ヶ月間の平均給与についてはDrexel Co-op Earningsを参照）。多数の学生を受け入れている主な企業や機関は以下の通り。
- アラマーク
- シグナ・コーポレーション
- コムキャスト
- マイクロソフト
- SAP AG
- デュポン
- グラクソ・スミスクライン
- ジョンソン・エンド・ジョンソン
- ローム・アンド・ハース
- ロッキード・マーティン
- メルク
- アメリカ国家安全保障局
- シーメンス
- スノコ
- ユニシス等[10]

Co-opを希望しない学生のために、一部の専攻では通常の4年プログラムも用意されている。Co-opは大学のカリキュラムの一環として見なされるため、通常はキャンパス内でしか働くことが許されないF-1ビザ保有の留学生でも、簡単な手続を行うことで有給インターンシップに参加可能である。尚、Co-opは主にユニバーシティ・シティ・キャンパスの学部生向けプログラムだが、修士課程の大学院生も希望すればCo-opを行うことが許されている。

## 著名な出身者
- ラマニ・アイアー（ハートフォード生命保険現CEO）
- ジョン・ブラウン（ロスアラモス研究所元所長）
- ラジ・グプタ（ローム・アンド・ハース現CEO）
- ウェイン・ガティネラ（WebMDヘルスコーポレーション現CEO）
- ヴィクトリア・ズドロック　（弁護士、臨床心理士、セックスセラピスト）
- 江绵恒（中国科学院現副理事長、グレース・セミコンダクター・マニュファクチャーリング・コーポレーション(GSMC)共同創立者、江沢民元主席の長男）
- ハロルド・シャウブ（キャンベル・スープ・カンパニー元CEO）
- ビジャン・コスロシャヒ（富士火災海上保険現CEO）
- スチュワート・ハメロフ（意識研究の第一人者、麻酔医）
- ジョージ・キャンベル Jr.（クーパー・ユニオン現学長）
- アルバート・カーネセール（カリフォルニア大学ロサンゼルス校現学長、ハーバード大学元副学長）
- ピーター・リアコーラス（テンプル大学元学長）
- アリア・サボー（世界最年少18歳にて大学教授）
- エリザベス・ヴァイニング（司書、作家、親王時代の明仁上皇の元家庭教師）
- ジェシー・ウィルコックス・スミス（イラストレーター）
- ジェームス・バギアン（医師、宇宙飛行士）
- クリストファー・ファーガソン（パイロット、宇宙飛行士）
- ポール・リチャード（技術者、宇宙飛行士）
- ウイリアム・ミリケン Jr.（アメリカ合衆国元下院議員）
- ピーター・ムソンゲ（カメルーン元首相）
- アーサー・ランドルフ（裁判官）
- ポール・バラン（情報工学者、パケット通信を考案[12]）
- ウォルター・ゴラスキ（人工血管の開発者）
- ジョン・グルバー（軽量マークアップ言語Markdownの創作者）
- ジョン・ホール（Linux International代表、オープンソース開発者）
- バーナード・シルバー（バーコード発明者）
- ノーマン・ジョセフ・ウッドランド（バーコード発明者）
- スーザン・シーデルマン（映画監督）
- マイケル・ベーエ（生化学者、インテリジェント・デザイン支持者）
- 鹿毛康司（クリエイティブ・ディレクター、エステー株式会社宣伝部長）
- 永山勝也（九州工業大学大学院情報工学研究院教授）
- 立田真文（富山県立大学工学部准教授）
- ジェイムズ・ブレイディ（ロナルド・レーガン政権時のホワイトハウス報道官）
- チママンダ・ンゴズィ・アディーチェ（作家）
- ザック・マコウスキー（総合格闘家）
- マリック・ローズ   (元NBA選手)